# Touil (Hodh Ech Chargui)
Pour les articles homonymes, voir Touil (Hodh El Gharbi).
Touil est une commune de Mauritanie située dans le département de Timbedra de la région de Hodh Ech Chargui.